# 斯沃博德内 (斯维尔德洛夫斯克州)
斯沃博德内（羅馬化：Svobodnyy），旧称下塔吉尔-39（Нижний Тагил-39），是俄罗斯斯维尔德洛夫斯克州的封闭市级镇，由州直接管辖，行政地位与区相当。地处斯维尔德洛夫斯克州西部，位于州府叶卡捷琳堡北偏西方，附近城市有下塔吉尔和上萨尔达。俄罗斯战略导弹部队的第42导弹师和第31导弹军驻扎于此。
1994年设封闭市级镇，并得名斯沃博德内。该地2022年人口有10,018人；2010年人口8,198人；2002年人口9,667人。